# FC Horses Šúrovce

FC Horses hay FC Horses Veľké Úľany là một câu lạc bộ bóng đá Slovakia, đến từ thị trấn Veľké Úľany. Câu lạc bộ được thành lập năm 1928. FC Horses là đội thứ ba của FC Spartak Trnava cho đến năm 2016.

## Lịch sử câu lạc bộ
- 1928 - FC Horses Šúrovce
- 2014 - FC Spartak Trnava C
- 2016 - FC Horses